# Giro d'Oro
Le Giro d'Oro est une course cycliste italienne disputée dans le Trentin entre 1983 et 2008.
Créé en 1983, le Giro d'Oro est devenu une épreuve professionnelle en 1996. Il fait partie de l'UCI Europe Tour depuis 2005 à 2008, en catégorie 1.1.
L'édition 2009 a été annulée en raison de problèmes d'organisation. Depuis, la course n'est plus organisée.

## Palmarès
| Année | Vainqueur            | Deuxième            | Troisième             |
| ----- | -------------------- | ------------------- | --------------------- |
| 1983  | Ezio Moroni          | Herrik Santisiak    | Pierangelo Cornelio   |
| 1984  | Luciano Godio        | Moravio Pianegonda  | Antonio Santaromita   |
| 1985  | Paolo Dalbianco      | Lorenzo Inama       | Gianni Pigatto        |
| 1986  | Pierluigi Berzotelli | Sandro Santon       | Fabio Campagna        |
| 1987  | Federico Longo       | Paolo Ricciuti      | Gianni Faresin        |
| 1988  | Stefano Dalla Pozza  | Remo Rossi          | Stefano Cecchini      |
| 1989  | Igor Tramanin        | Luca Prada          | Kristian Zanolin      |
| 1990  | Carlo Benigni        | Stefano Cortinovis  | Mauro Bettin          |
| 1991  | Sergio Barbero       | Carlo Combacchini   | Marco Rosani          |
| 1992  | Fausto Dotti         | Massimo Donati      | Andrea Noè            |
| 1993  | Mauro Bettin         | Roberto Menegotto   | Daniele Pontoni       |
| 1994  | Roberto Dal Sie      | Luigi Dalla Bianca  | Stefano Finesso       |
| 1995  | Davide Casarotto     | Luca Prada          | Luigi Dalla Bianca    |
| 1996  | Emiliano Murtas      | Gianluca Valoti     | Stefano Finesso       |
| 1997  | Michele Favaron      | Fabrizio Guidi      | Raffaele Longo        |
| 1998  | Angelo Citracca      | Igor Pugaci         | Gian-Paolo Mondini    |
| 1999  | Milan Kadlek         | Fabio Bulgarelli    | Gianluca Tonetti      |
| 2000  | Alessandro Baronti   | Serguey Matvejev    | Eddy Ratti            |
| 2001  | Oscar Borlini        | Alessandro Guerra   | Domenico Romano       |
| 2002  | Damiano Cunego       | Patrik Sinkewitz    | Remmert Wielinga      |
| 2003  | Dave Bruylandts      | Staf Scheirlinckx   | Glen Chadwick         |
| 2004  | Jure Golčer          | Eddy Ratti          | Giampaolo Cheula      |
| 2005  | Luca Mazzanti        | Freddy González     | José Rujano           |
| 2006  | Damiano Cunego       | Giuseppe Palumbo    | Luca Mazzanti         |
| 2007  | Dainius Kairelis     | Luis Felipe Laverde | Christian Pfannberger |
| 2008  | Gabriele Bosisio     | Danilo Di Luca      | Franco Pellizotti     |